# 시에라리온의 재외공관 목록

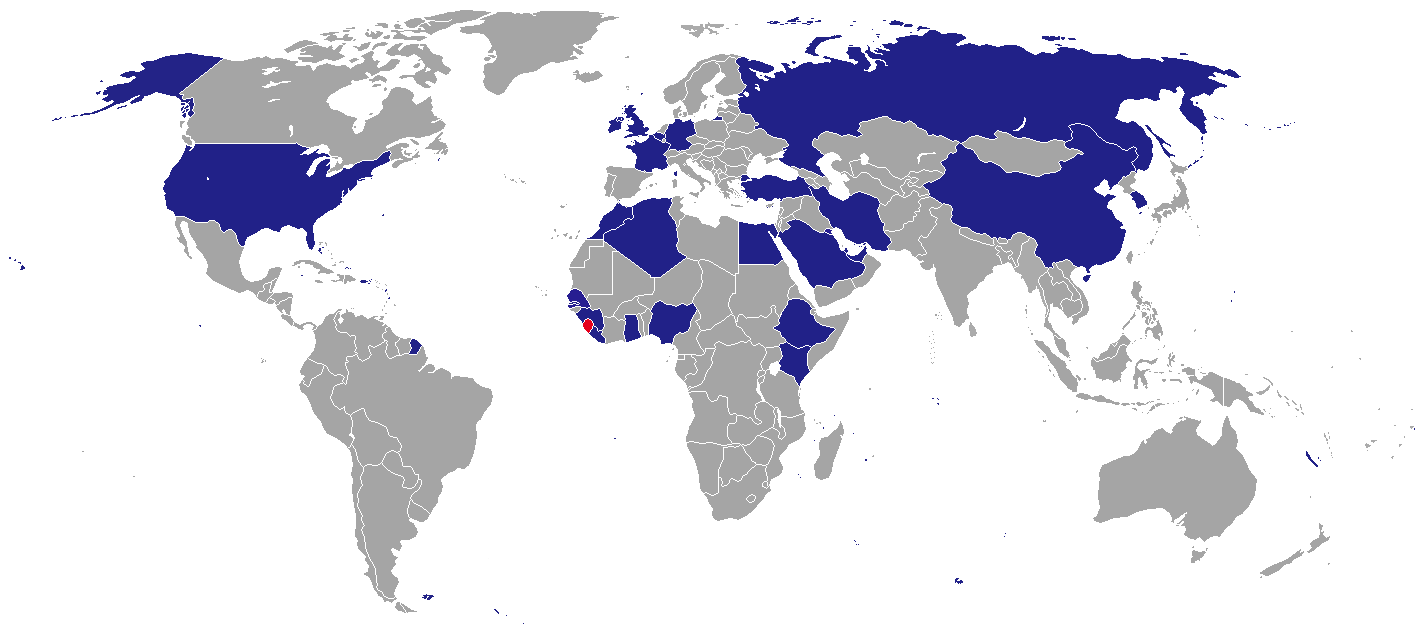
시에라리온의 재외공관

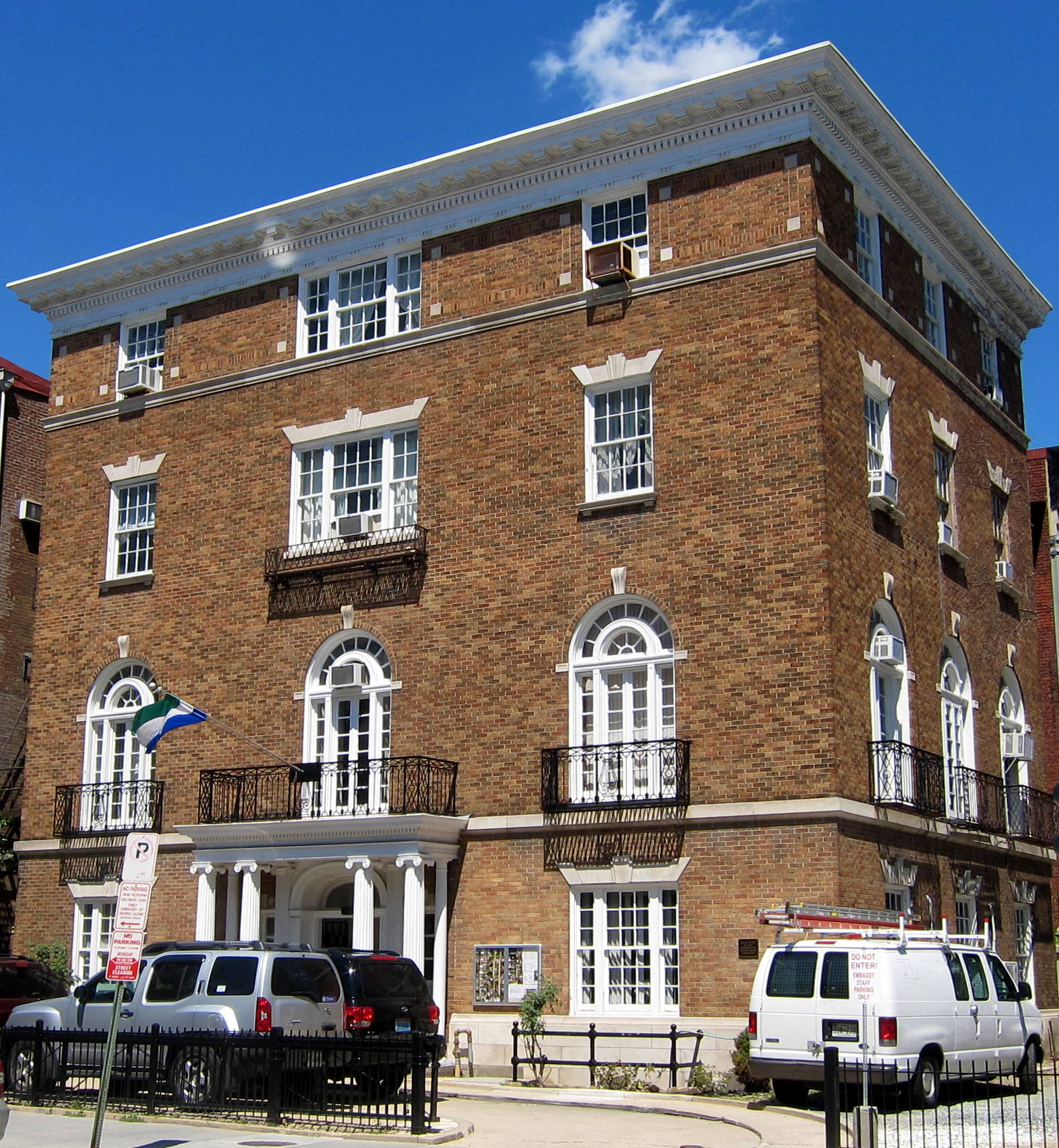
워싱턴 D.C. 주재 시에라리온 대사관

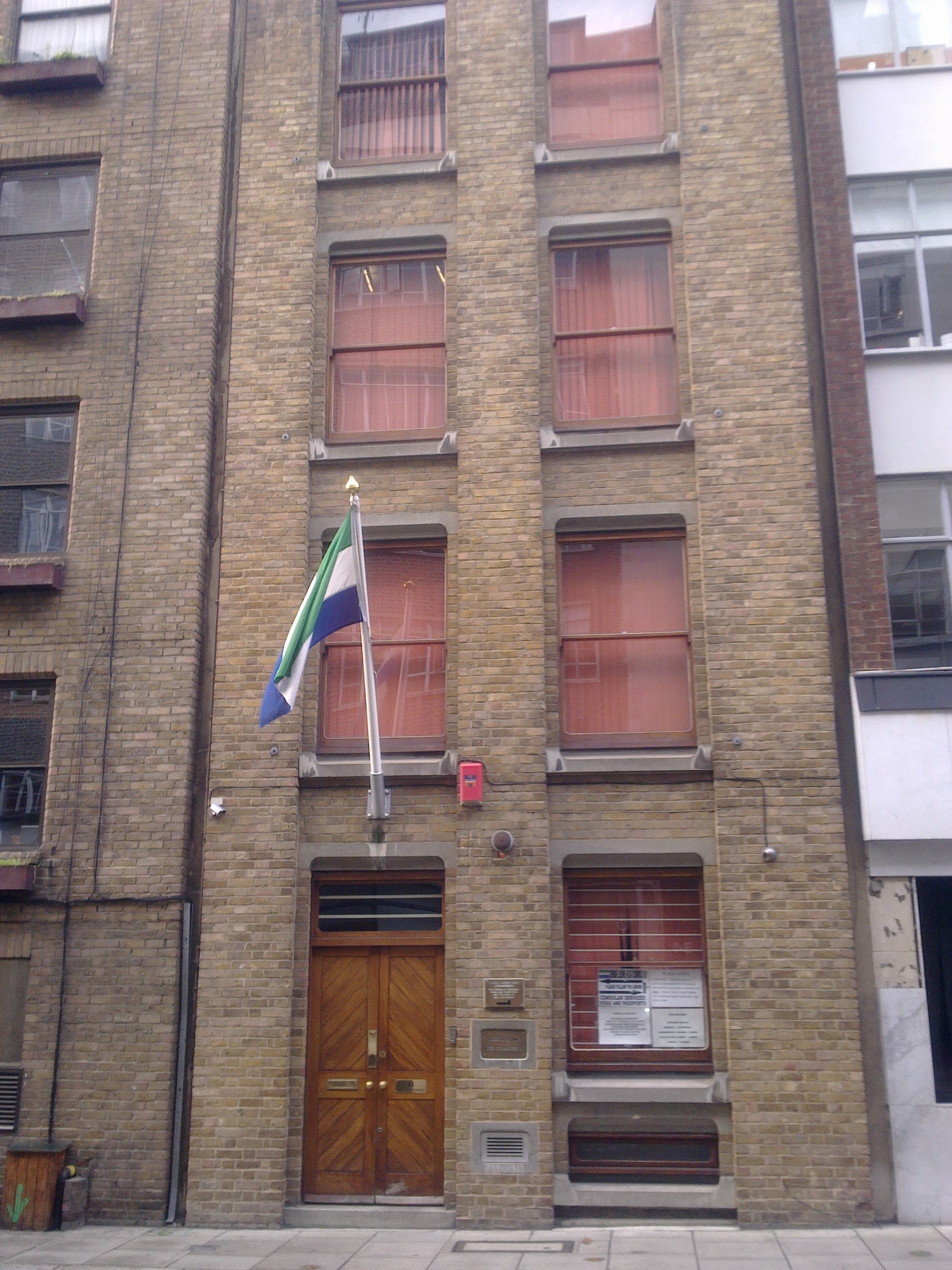
런던 주재 시에라리온 고등판무관 사무소

시에라리온의 재외공관 목록은 시에라리온 주재 대사관과 고등판무관 사무소를 각국에 상주시켜 놓는 것을 의미하며 시에라리온의 재외공관을 나열한 목록이다.

## 아프리카
- 에티오피아 : 아디스아바바 (대사관)
- 감비아 : 반줄 (대사관)
- 가나 : 아크라 (고등판무관 사무소)
- 기니 : 코나크리 (대사관)
- 라이베리아 : 몬로비아 (대사관)
- 리비아 : 트리폴리 (대사관)
- 나이지리아 : 아부자 (고등판무관 사무소)

## 아메리카
- 미국 : 워싱턴 D.C. (대사관)

## 아시아
- 중화인민공화국 : 베이징시 (대사관)
- 이란 : 테헤란 (대사관)
- 대한민국 : 서울특별시 (대사관)
- 사우디아라비아 : 리야드 (대사관)

## 유럽
- 벨기에 : 브뤼셀 (대사관)
- 독일 : 베를린 (대사관)
- 러시아 : 모스크바 (대사관)
- 영국 : 런던 (고등판무관 사무소)

## 대표부
- EU 시에라리온 정부 대표부 : 브뤼셀
- UN 시에라리온 정부 대표부 : 뉴욕
- 아프리카 연합 시에라리온 정부 대표부 : 아디스아바바